# Wyenhütte 14

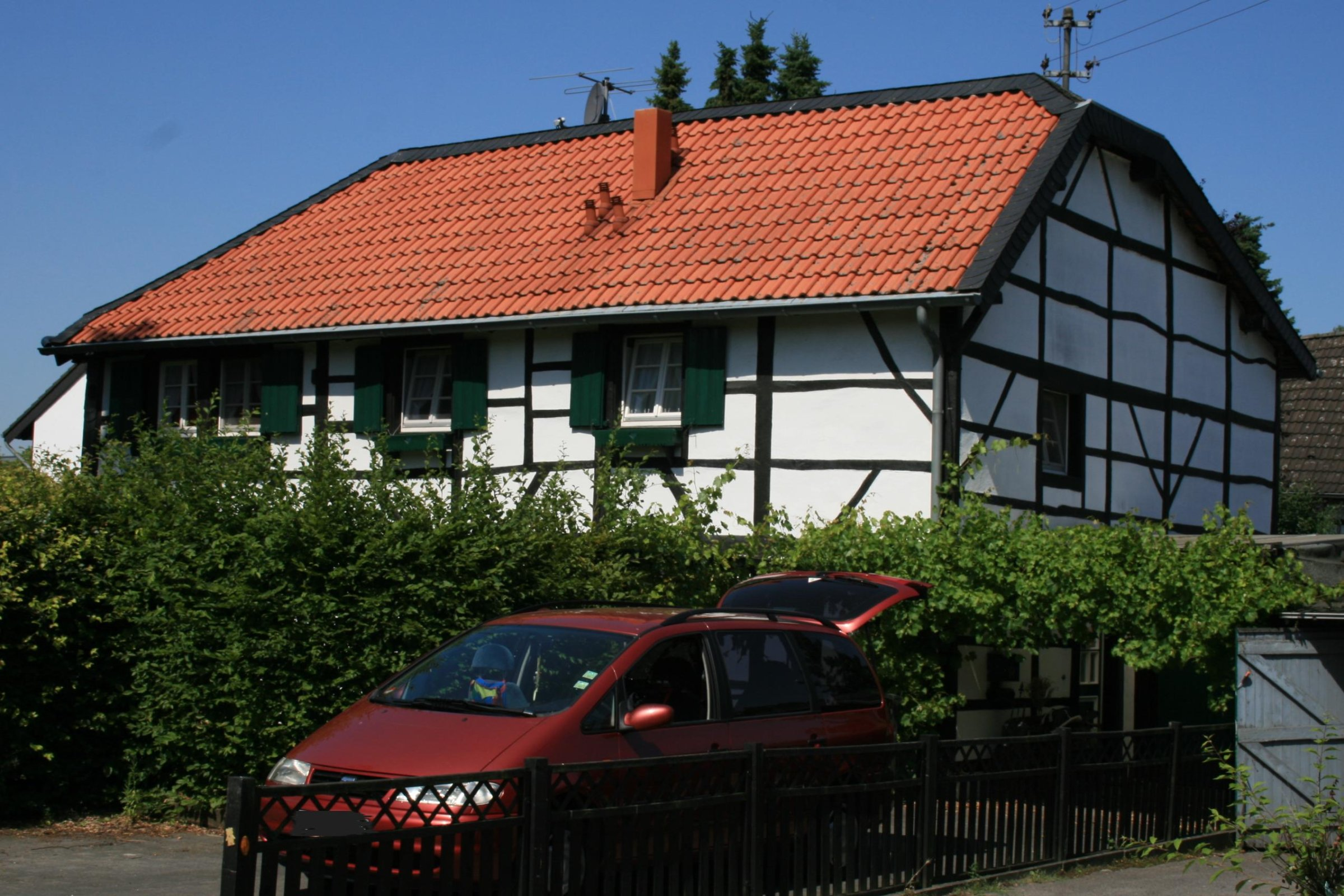
Fachwerkhaus Wyenhütte 14 (2010)

Das Fachwerkhaus Wyenhütte 14 steht im Stadtteil Wyenhütte in Mönchengladbach (Nordrhein-Westfalen).
Das Gebäude wurde 1907 erbaut. Es ist unter Nr. W 032 am 2. Februar 1993 in die Denkmalliste der Stadt Mönchengladbach eingetragen worden.

## Lage
Das Gebäude liegt nördlich von Rheindahlen in der Ortslage Wyenhütte. 

## Architektur
Bei dem Gebäude handelt es sich um ein zweigeschossiges, traufständiges, dreizoniges Fachwerkhaus mit liegenden Gefachen und kurzen Fußstreben unter einseitigem Kuppelwalm/Walmdach aus der Zeit des 18. Jahrhunderts.
Das Objekt ist aus ortsgeschichtlichen und architektonischen Gründen als Baudenkmal schützenswert.